# Vanya and Sonia and Masha and Spike
Vanya e Sonia e Masha e Spike (Vanya and Sonia and Masha and Spike) è una commedia di Christopher Durang.

## Trama
Vanya e la sorella adottiva Sonia vivono una vita deprimente nella casa ereditata dai genitori in Connecticut. Ma, per quanto le cose vadano male, non sanno che stanno per peggiorare: la sorella Masha, ex attrice di successo, vuole vendere la casa e decide di trascorrerci un week end insieme ai due fratelli e al suo giovane toy boy Spike. A complicare le cose ci si mettono Cassandra, la colf con poteri psichici, e la giovane Nina, capace di suscitare tutta la gelosia di Masha.

## Personaggi
- Vanya: cinquantasette anni e aspirante drammaturgo. È omosessuale ha vissuto tutta la vita nella casa dei propri genitori senza sviluppare altre relazioni se non quella con la sorella Sonia. Pur essendo abbastanza depresso, Vanya cerca sempre di portare la calma nei litigi tra le sorelle e difende spesso Sonia dai commenti crudeli di Masha. Nel secondo atto vince la sua timidezza e si lascia convincere da Nina a mettere in scena la commedia che ha scritto. Dice di identificarsi con Dotto.
- Sonia: cinquantadue anni, sorella adottiva di Vanya e Masha. È piena di rimpianti per la vita che avrebbe potuto condurre e soffre molto nel confronto con Masha, la sorella di successo. Tuttavia, riesce a prendersi una rivincita la sera del party, quando il suo costume da Strega di Biancaneve (e la sua imitazione di Maggie Smith) riesce finalmente ad ottenere tutte le attenzioni sognate da sempre e, forse, anche un fidanzato.
- Masha: sorella di Vanya che è riuscita a sfondare al cinema grazie ad una serie di film in cui interpretava una serial killer ninfomane. Dopo cinque matrimoni falliti, investe tutte le proprie energie nel rapporto con Spike (più giovane di quasi vent'anni) ed è estremamente gelosa di tutte le donne con cui il ragazzo parla. Sotto una scorza di pensiero positivo e autostima, Masha nasconde una profonda insicurezza ed il terrore di invecchiare.
- Spike: aitante ventinovenne e aspirante attore. È l'amante di Masha (che tradisce ripetutamente) ed è profondamente narcisista, tanto da non esitare a denudarsi ripetutamente per mettere in mostra il fisico statuario. Nonostante tutti i suoi difetti, è fondamentalmente un ragazzo di buon cuore.
- Cassandra: colf di Vanya e Sonia, dotata di inquietanti poteri psichici. È in grado di prevedere il futuro e padroneggia il voodoo; nonostante i suoi datori di lavoro la ritengano pazza, Cassandra è molto affezionata a Vanya e Sonia e farà di tutto perché non perdano la casa.
- Nina: Giovanissima aspirante attrice i cui zii sono i vicini di casa di Vanya e Sonia. Con la sua freschezza e la sua giovinezza, Nina susciterà la gelosia di Masha.

## Produzioni principali
Vanya and Sonia and Masha and Spike debuttò al Lincoln Center il 12 novembre 2012 e rimase in scena fino al 20 gennaio 2013. Facevano parte del cast: David Hyde Pierce (Vanya), Sigourney Weaver (Masha), Kristine Nielsen (Sonia), Billy Magnussen (Spike), Shalita Grant (Cassandra) e Genevieve Angelson (Nina). Il 14 marzo 2013 lo spettacolo è stato trasferito a Broadway con lo stesso cast ed è rimasto in scena per 189 repliche fino al 25 agosto 2013; dal 30 luglio Julie White sostituì la Weaver nel ruolo di Masha.
Il 29 gennaio 2014 Vanya and Sonia and Masha and Spike fu messo in scena al Mark Taper Forum di Los Angeles per una stagione limitata fino al 9 marzo; facevano parte del cast: Mark Blum (Vanya), Christine Ebersole (Masha), Kristine Nielsen (Sonia), David Hull (Spike), Shalita Grant (Cassandra) e Liesel Allen Yaeger (Nina). David Hyde Pierce, l'originale Vanya a Broadway, curava la regia.
Vanya e Sonia e Masha e Spike debutta in Italia il 23 settembre 2014 al Teatro Sala Umberto di Roma, con Patrick Rossi Gastaldi (Vanya), Chiara Noschese (Masha), Emanuela Grimalda (Sonia), Cristiano Priori (Spike), Giovanna Centamore (Cassandra) e Livia Bartolucci (Nina).

## Premi
La commedia ha vinto il Drama Desk Award, Drama League, New York Drama Critics' Circle, Outer Critics Circle ed il Tony Award alla miglior opera teatrale nel 2013. Anche le interpretazioni del cast sono state molto apprezzate dalla critica: David Hyde Pierce, Kristine Nielsen, Billy Magnussen e Shalita Grant sono stati candidati al Tony Award e Shalita Grant ha vinto il Theatre World Award.